# خبيتي
الخبيتي من الفنون الشعبية، وهو فن قديم تدخل فيه من الايقاعات الدفوف بصورة رئيسية وكذلك السمسمية وهي آلة وترية وأشهر من يؤدي فن الخبيتي أبناء محافظات بدر ورابغ وينبع ووادي الصفراء والليث والقنفذة وغيرهم من أبناء الساحل الغربي في المملكة العربية السعودية. وهناك الكثير من يجيدونها من أبناء هذه المناطق سواء من كبار السن أو صغارهم، وقد يكون في ساحة اللعب أكثر من راقص مما يزيد في حماسهم خاصة عندما ينسجم الراقصون مع أنغام الإيقاع عندما يأتي اللاعب بما يشد انتباه المشاهد من أصول هذه الرقصة مثل التثني والدوران مما ينسجم مع ضربات الإيقاع ومع آلة نفخ رئيسية ومشهورة في هذا الفن وفي هذه اللعبة يلبس الراقصون ثوب الحويسي وهو ثوب تراثي قديم ومشهور في هذه اللعبة لتمتعه بمزايا في تصميمه تساعد الراقص على الاتيان بحركات دورانية جميلة ومميزة، وفي إسبانيا خاصة في الجنوب هناك رقصة مشهورة عندهم يسمونها الفلامنكو وفيها يرتدي الراقصون زياً مشابها للثوب الحويسي وإن اختلفت الإيقاعات أو آلاتها فقط وجه الشبه في الزي.

## أصل التسمية
فصيحة إذ وردت في المعجم الوسيط الجزء الأول الخبت من الأرض ما انخفض واتسع والمنخفض فيه رمل والوادي العميق الممدود فيه نبات والجمع خبوت وأخبات، ولهذا الفن أشعار كثيرة مثله مثل غيره من الكثير من الفنون الشعبية القديمة، وأشعار هذا الفن من الأشعار القديمة والهائمة مجهولة اللحن والملحن والشاعر وتدخل الآلات في مطالع هذه الأشعار مما يساعد على ضبط قوالبها اللحنية وبعض هذه الأشعار لا تدخل فيها الالات ومن هذه الأشعار:
وقولهم:
وقولهم:
وقولهم: